# 飯澤文夫
飯澤 文夫（いいざわ ふみお、1949年 - ）は、日本の図書館情報学者。

## 略歴
長野県上伊那郡辰野町出身。長野県諏訪清陵高等学校を経て、中央大学経済学部卒業。明治大学図書館事務長を経て、同大学史資料センター研究調査員。帝京大学総合教育センター非常勤講師。

## 著書

### 単著
- 『地方史文献年鑑』  岩田書院 1997年

### 連載
- 「地方史雑誌文献目録」（『月刊歴史手帖』、名著出版）
- 「地方史研究雑誌目次速報」（『地方史情報』、岩田書院）

### 監修
- 『郷土ゆかりの人々』 日外アソシエーツ 2016年
- 『地名でたどる郷土の歴史』 日外アソシエーツ 2017年
- 『郷土に伝わる民俗と信仰』 日外アソシエーツ 2018年

### 共著
- 『東京都の図書館 -三多摩編-』 馬場萬夫、古川絹子共著 三一書房 1997年
- 『東京都の図書館 -23区編-』 馬場萬夫、古川絹子共著 東京堂出版 2000年

## 受賞歴
- 2011年 第13回図書館サポートフォーラム賞受賞